# Machmut Achmetowitsch Garejew

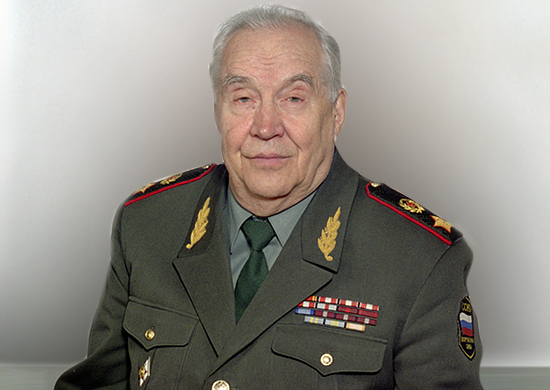
Machmut Garejew (2013)

Machmut Achmetowitsch Garejew (russisch Махмут Ахметович Гареев, wiss. Transliteration Machmut Achmetovič Gareev; tatarisch: Мәхмүт Әхмәт улы Гәрәев; * 23. Juni 1923 in Tscheljabinsk, UdSSR; † 25. Dezember 2019 in Moskau) war ein sowjetischer und dann russischer Armeegeneral, Militärwissenschaftler und Historiker. Er galt als führender Militärtheoretiker der Sowjetunion und der Russischen Föderation.

## Biografie
Garejew kämpfte während des Zweiten Weltkriegs in der militärischen Formation „Westfront“ der Roten Armee, dann an der japanischen Front. Er nahm 1945 an der Schlacht um die Befreiung von Mudanjiang in der nordostchinesischen Provinz Heilongjiang teil.
Er beteiligte sich 1968 an dem Einmarsch in die Tschechoslowakei und war anschließend Militärattaché in Ägypten (1970–71). Er war erster Stellvertreter des sowjetischen Marschalls Nikolai Ogarkow, als dieser Chef des Vereinigten Generalstabs war (1977–1984).
Nach der Ernennung Michail Gorbatschows war er zu Beginn des Afghanistankrieges (1979–89) Militärberater von Präsident Mohammed Nadschibullāh. Er veröffentlichte seine Version des Putsches und der frühen Schlachten, die allgemein als die beste Faktenquelle gilt. Garajew war Präsident der Akademie der Militärwissenschaften der Russischen Föderation und verantwortlich für die Überarbeitung der russischen Militärdoktrin.
Er erhielt zahlreiche Ehrungen und Auszeichnungen. Garejew ist auf dem Militärgedenkfriedhof der Russischen Föderation bei Mytischtschi nördlich von Moskau begraben.

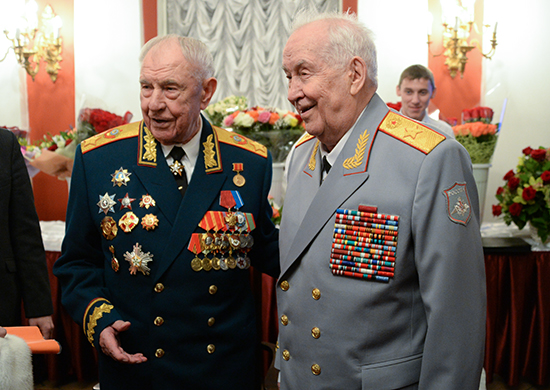
Zusammen mit Dmitri Jassow (links, 2014)

## Schriften (Auswahl)
- Obshchevojskovye ucheniya. Voenizdat, Moskau 1983.
- M. V. Frunze, Military Theorist, Macmillan, 1988, ISBN 978-0-08-035183-4.
- Neodnoznachnye stranitsy voiny: Ocherki o problemnykh voprosakh istorii Velikoi Otechestvennoi voiny.  RFM, 1995
- Marshal Zhukov: Velichie i unikalnost polkovodcheskogo iskusstva Маршал Жуков: величие и уникальность полководческого искусства. Vostochnyi universitet, 1996, ISBN 978-5-87865-109-7.
- Konturen des bewaffneten Kampfes der Zukunft: Ein Ausblick auf das Militärwesen in den nächsten 10 bis 15 Jahren (Schriftenreihe des Bundesinstitutes für ostwissenschaftliche und internationale Studien, Köln), Nomos; 1. Aufl. (1996), ISBN 978-3-7890-3938-6.
- Moia posledniaia voina: Afganistan bez sovetskikh voisk. Моя последняя война: Афганистан без советских войск [Mein letzter Krieg (Afghanistan ohne sowjetische Truppen)]. INSAN, Moskau 1996, ISBN 978-5-85840-277-0.
- If War Comes Tomorrow?: The Contours of Future Armed Conflict (Soviet Russian Military Theory and Practice). Routledge, 1998, ISBN 0-7146-4368-8 (Buchhandelslink).